# Абишево (Алнаський район)
А́бишево (рос. Абышево) — присілок у складі Алнаського району Удмуртії, Росія. Знаходиться за 6 км на північний схід від села Алнаші і за 81 км на північний захід від Іжевська.

## Населення
Населення — 22 особи (2010; 20 в 2002).
Національний склад станом на 2002 рік:
- удмурти — 90 %

## Урбаноніми[3]
- вулиці — Нижня, Центральна